# Église Sainte-Marguerite de Baardegem
L’église Sainte-Marguerite (parochiekerk Sint-Margaretha en néerlandais) est une église de style roman tardif située à Baardegem, section de la ville belge d'Alost (Aalst), dans la province de Flandre-Orientale.

## Localisation
L'église Sainte-Marguerite se dresse au centre de Baardegem, un hameau d'Alost situé au nord-est de la ville, non loin de la route nationale RN47 qui relie Asse et Termonde.

## Historique
L'église Sainte-Marguerite est construite durant le deuxième quart du XIIIe siècle dans le style roman tardif,,.
L'église romane primitive a été transformée et agrandie à plusieurs reprises au fil des siècles,.
Au XIVe siècle, le chœur et la tour occidentale sont rénovés et une tour d'escalier cylindrique fut ajoutée en façade, contre la tour,.
Le bras nord du transept et la nef centrale datent du XIVe siècle,.
En 1592, l'église est fortement endommagée par un incendie.
Après cet incendie, l'intérieur et la tour sont réparés en 1629 et le bras sud du transept est refait en style baroque en 1666.
En 1750, des aménagements de style classique sont effectués, entre autres les fenêtres des bas-côtés,.
L'église subit vers 1800 une restauration avec un aménagement intérieur de style classique tardif.
Une autre restauration est conduite en 1968-1973 par l'architecte Van Malleghem.

## Classement
L'église fait l'objet d'un classement au titre des monuments historiques depuis le 3 juillet 1942 sous la référence 8214 et figure à l'inventaire du patrimoine immobilier de la Région flamande sous la référence 308.

## Architecture

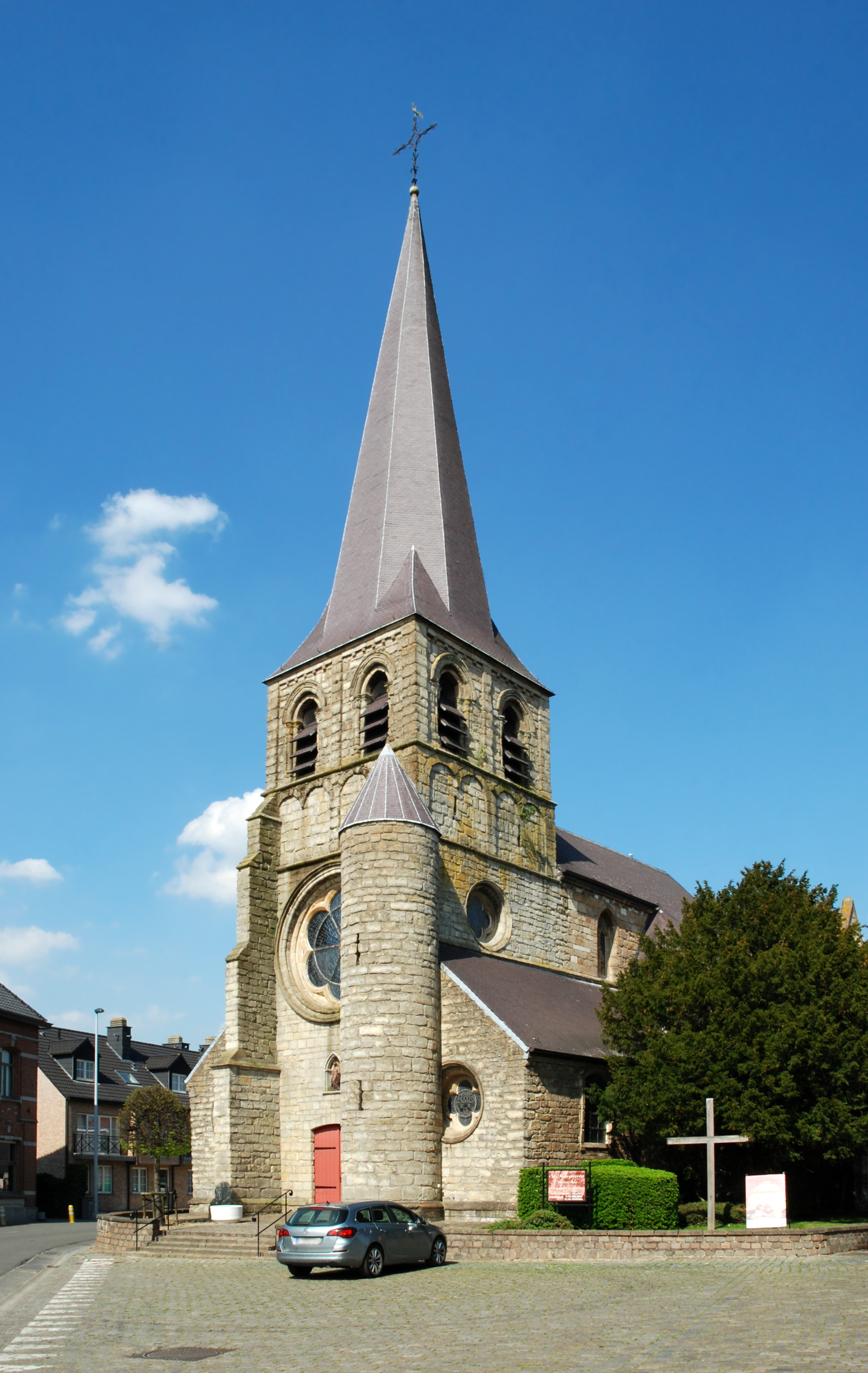
Le clocher vu de côté.
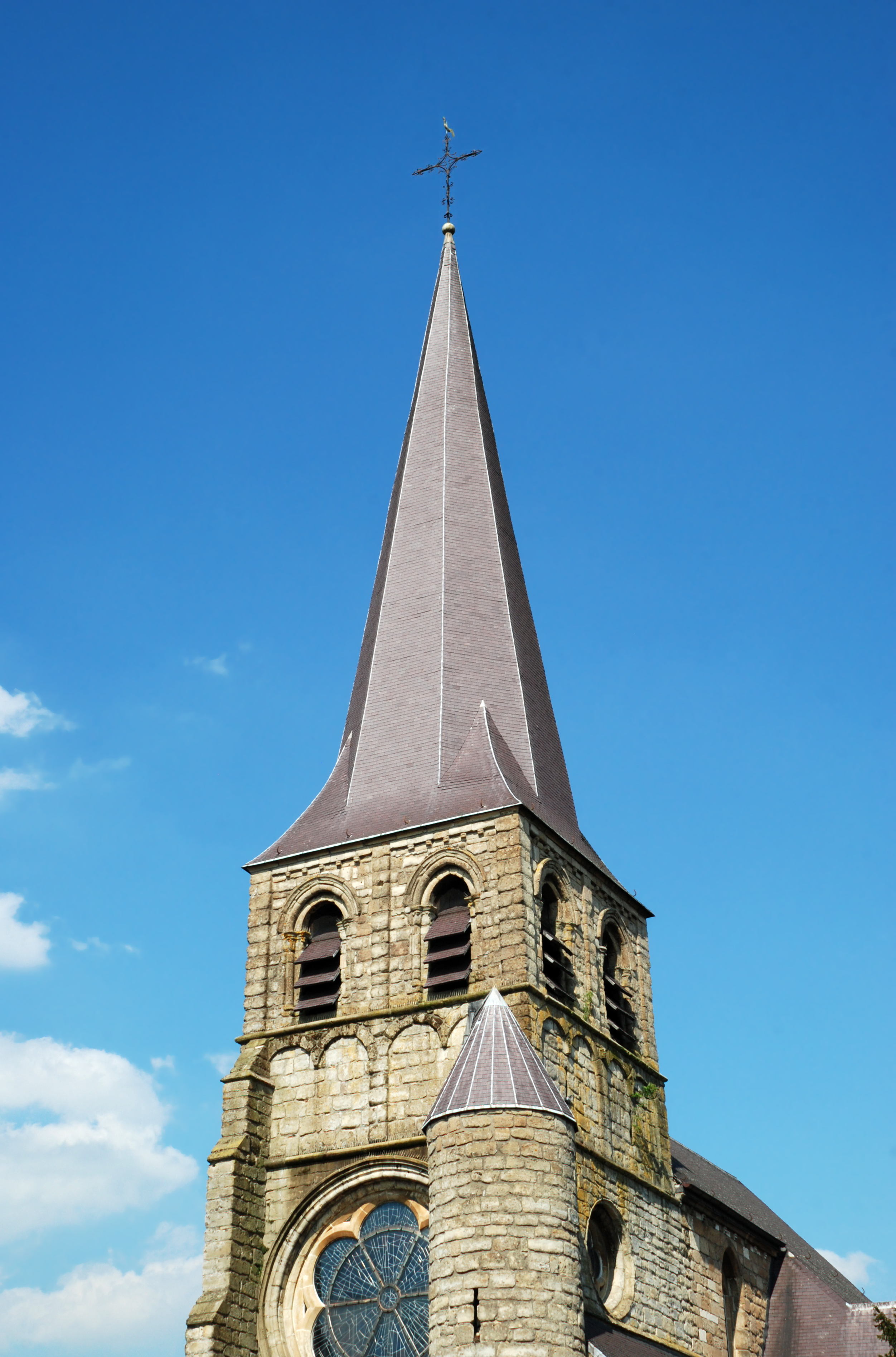
Le sommet du clocher.